# Budynek przy ul. Mostowej 3 w Toruniu
Budynek przy ul. Mostowej 3 w Toruniu – budynek na zrębie gotyckim, wzniesiony jako spichlerz, obecnie kamienica.

## Lokalizacja
Dom znajduje się w południowej części Zespołu Staromiejskiego, sąsiaduje ze Spichrzem Szwedzkim oraz kamienicą przy ul. Mostowej 5. Dawny numer adresowy budynku to Stare Miasto 32.

## Historia
Historia budynku jest słabo rozpoznana. Został wzniesiony prawdopodobnie w XVII w. z wykorzystaniem murów wcześniejszego, gotyckiego budynku, z przeznaczeniem na spichrz. W końcu XVIII w. pełnił funkcje mieszkalne. W czasie wojen napoleońskich, w 1813 r., został przebudowany na koszary, przypuszczalnie w celu pomieszczenia wojska pilnującego sąsiedniego Spichrza Szwedzkiego).

## Architektura
Jest to budynek wzniesiony na planie prostokąta, trzypiętrowy z mieszkalnym poddaszem, czteroosiowy. Przyziemie jest trzyosiowe, przy czym w osi południowej (lewej) znajduje się przejazd na podwórze. Otwory w przyziemiu zamknięte są łukami koszowymi, okna poddasza — łukami pełnymi. Przyziemie oraz skrajne części elewacji frontowej są tynkowane i boniowane.
Budynek jest objęty ochroną konserwatorską jako element historycznego układu urbanistycznego Starego i Nowego Miasta.

## Źródła
- Karta zabytku nr 1352 w archiwum Wojewódzkiego Konserwatora Zabytków w Toruniu, 1968 r.